# Belva Ann Bennet Lockwood
Belva Ann Bennett Lockwood (24 de octubre de 1830 - 19 de mayo de 1917) fue una abogada, política, educadora y autora estadounidense. Trabajó activamente por los derechos de la mujer, aunque el término feminista aún no estaba en uso. La prensa de la época se refirió a ella como una «sufragista» (suffragist), alguien quien creía en el derecho al voto de la mujer. Lockwood superó muchos obstáculos sociales y personales reactivos a las restricciones de género. Después de sus estudios se dedicó a la enseñanza y buscó igualar el salario para las mujeres en la educación. También apoyó movimientos en pro de la paz mundial y propulsora de la templanza. 
Lockwood se graduó en la escuela de leyes de Washington D. C. convirtiéndose en una de las primeras abogadas en los Estados Unidos y en 1879 realizó de forma exitosa una petición al Congreso de la Unión para que se le permitiera ejercer ante la Corte Suprema de los Estados Unidos, siendo la primera mujer en recibir este privilegio. Lockwood fue candidata presidencial en 1884 y 1888 por el Partido Nacional por la Igualdad de Derechos (National Equal Rights Party), logrando ser la primera mujer que apareció en las papeletas oficiales.

## Biografía
Belva Ann nació en Royalton, Nueva York hija del granjero Lewis Johnson Bennet y su esposa Hannah Green Bennet. A la edad de 14 ya estaba enseñando en la escuela primaria local En 1848, a los 18 años, se casó con Uriah NcNall, un granjero local.
McNall murió de tuberculosis en 1853, tres años después del nacimiento de su hija Lura. Encontrándose sin dinero, Lockwood rápidamente entendió que necesitaba una mejor educación para ella y su hija. Asistió al Genesee Wesley Seminary para prepararse e ingresar a la universidad. Su intención, como explicó a la revista Lippincott's Monthly Magazine, no fue muy bien recibida por sus amistades y colegas; las mujeres no solían buscar educación superior y era especialmente inusual que lo hiciera una viuda. Sin embargo, persistió en su determinación y convenció a la administración del Colegio Genesse en Lima, Nueva York que se le permitiera la admisión (dicho colegio se convertiría posteriormente en la Universidad de Syracuse).

## Carrera temprana en educación

Fotografía de Belva Lockwood, 1866.

Lockwood se graduó con honores en 1857, convirtiéndose rápidamente en la directora de la Lockport Union School. Aunque era una posición con responsabilidades, Lockwood descubrió que aunque estuviera enseñando o administrando, recibía la mitad del salario que percibían sus pares masculinos. (Posteriormente Lockwood trabajaría en pro de la equidad de salario entre hombres y mujeres durante su carrera en leyes). 
Fue durante sus estudios en el Genesee College que se sintió atraída por las leyes aunque dicha escuela no poseía un departamento en derecho. Encontró a un profesor que impartía clases privadas y se alistó como una de sus discípulos lo cual le hizo querer aprender aún más.
Durante los siguientes años, Lockwood continuó enseñando y desempeñando cargos en diferentes escuelas locales para mujeres. Permaneció en Lockport hasta 1861 cuando se convirtió en la directora del Seminario Femenino de Gainesville. Al poco tiempo fue elegida para dirigir un seminario de mujeres en Owego, New York donde permaneció por tres años. Su filosofía educacional cambió gradualmente después de conocer a la activista y feminista Susan B. Anthony.
Lockwood apoyaba las ideas de Anthony sobre las restricciones sociales sobre la mujer, siendo una de sus preocupaciones la limitada educación que recibían las niñas, pues en los cursos en las escuelas para señoritas las preparaban principalmente para labores domésticas, y posiblemente para trabajos temporales, como profesoras. Anthony creía que las mujeres jóvenes debían tener más opciones, incluyendo preparación para carreras en los negocios, donde el salario era mejor. Lockwood impulsó cambios en sus escuelas y amplió el currículum con cursos que en esa época eran típicamente para hombres jóvenes, como oratoria, botánica y gimnasia. Lockwood decidió entonces estudiar leyes en vez de seguir enseñando y abandonó el estado de New York.

## Washington D. C., nuevo matrimonio y leyes
En febrero de 1866, McNall y su hija Lura emigraron a Washington D. C., pues creía que el centro del poder en los Estados Unidos proporcionaría mejores oportunidades para su desarrollo en el área legal. Abrió una escuela privada mixta al mismo tiempo que exploraba el estudio de leyes. A mediados de la década de 1860, las escuelas mixtas eran inusuales.
En 1868 contrae nupcias por segunda vez con un hombre mucho mayor que ella. El reverendo Ezekiel Lockwood, veterano de la Guerra de Secesión, ministro bautista y dentista. Tuvieron una hija, Jessie, la cual murió antes de los dos años. También criaron a la hija del primer matrimonio; el reverendo Lockwood tenía ideas progresivas sobre el rol de la mujer en sociedad y apoyó el deseo de su esposa por estudiar, animándola a seguir los temas que la interesaban.
Como Belva Lockwood dijera después a un reportero del Chicago Tribune, alrededor de 1870 solicitó su admisión a la Columbian Law School en el distrito de Columbia. Los directivos se negaron a aceptarla por creer que constituiría una distracción a los estudiantes varones. Finalmente, Lockwood logró ser admitida a la nueva National University Law School (ahora la George Washington University Law School) junto a otras mujeres. Aunque completó todos los cursos en mayo de 1873, la escuela no estuvo dispuesta a otorgar el diploma a una mujer.
Sin un diploma, Lockwood no pudo ser admitida en el DC Bar (asociación oficial de abogados). Después de un año le escribió una carta al Presidente de los Estados Unidos, Ulysses S. Grant, apelando a él como presidente ex oficio de la Universidad Nacional de Derecho. Ella le preguntó por la justicia, afirmando que había pasado todos sus cursos y merecía obtener un diploma. En septiembre de 1873, dentro de la semana de haber enviado la carta, Lockwood recibió su diploma. Tenía 43 años.
Lockwood fue admitida en el DC Bar, aunque varios jueces le dijeron que no tenían confianza en ella. Se trataba de una reacción que en varias ocasiones tuvo que superar. 
Cuando trató de lograr la admisión en asociación oficial de abogados de Maryland, un juez le dio conferencias y le dijo que Dios había determinado que las mujeres no eran iguales a los hombres y nunca lo serían. Cuando trató de responder en su propio nombre, él dijo que no tenía derecho a hablar y la hizo apartar de la sala del tribunal.
En su lucha, Lockwood iba en contra de la práctica social y la situación jurídica limitada de la mujer. En 1873, las mujeres casadas no tenían muchos derechos legales. 
By English Common Law, Lockwood was considered a "feme covert" (English version of medieval Anglo-Norman legal term), that is, a married woman. Her status under the law was different from that of a woman who was single, as she was regarded as strictly subordinate to her husband. In many states, a married woman could not individually own or inherit property, nor did she have the right to make contracts or keep money earned unless her husband permitted it.(Morello, 17)
Although Lockwood's husband encouraged her, judges used her married status to deny her access to the courts, including the bar of the US Supreme Court.
Nonetheless, Lockwood began to build a practice and won some cases. Even her detractors regarded her as competent. She became known as an advocate for women's issues; she spoke on behalf of an 1872 bill for equal pay for federal government employees. She was active in several women's suffrage organizations. She testified before Congress in support of legislation to give married women and widows more protection under the law.
Because her practice was limited in the 1870s due to social discrimination, Lockwood drafted an anti-discrimination bill to have the same access to the bar as male colleagues. From 1874 to 1879, she lobbied Congress to pass it. In 1879, Congress finally passed the law, which was signed by President Rutherford B. Hayes. It allowed all qualified women attorneys to practice in any federal court. Lockwood was sworn in as the first woman member of the U.S. Supreme Court bar on March 3, 1879. Late in 1880, she became the first woman lawyer to argue a case before the U.S. Supreme Court. 
Ezekiel Lockwood no vivió para ver el éxito de su mujer, pues fallece a fines de abril de 1877. 
En julio de 1879, la hija de Lockwood: Lura McNall se casa con DeForest Orme, un farmacéutico.

## Carrera política

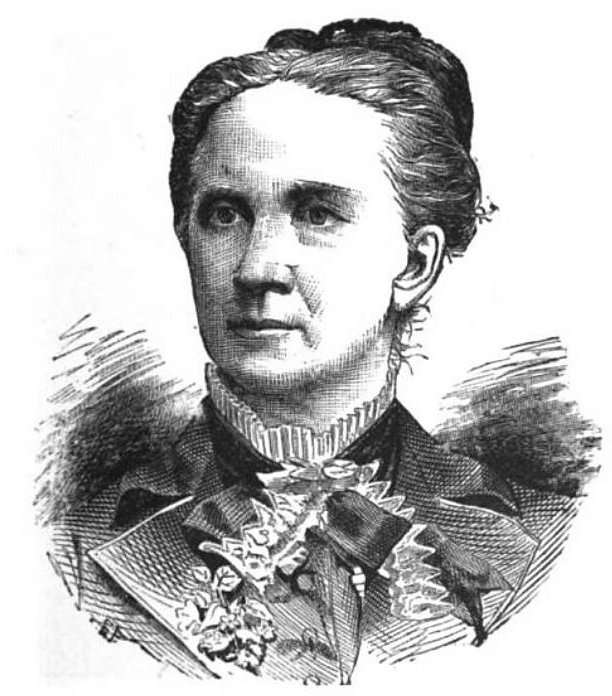
Engraving of Lockwood, ca. 1883.

Belva Lockwood fue la primera mujer (o segunda, según opiniones, después de Victoria Woodhull) en llegar a ser candidata a la presidencia de los Estados Unidos. Lockwood se postuló como candidata del Partido Nacional por la Igualdad de Derechos. Participó en las elecciones presidenciales de 1884 y 1888. Su compañera de fórmula fue Marietta Stow en 1884. En 1888 se había postulado con Alfred H. Love, salvo que cuando fue nombrado a él no se le informó de ello. Cuando se enteró, como presidente de la UPU y activista de la paz mundial permanente, se horrorizó con la idea de ser vicepresidente de un comandante en jefe, y se retiró de la carrera. Lockwood se encontraba en un problema sin vicepresidente, por lo que al final optó por Charles Stuart Wells.
Representing a third party without a broad base of support, Lockwood did not have a serious chance of winning the presidency. Notable American Women stated she received about 4,100 votes. Since women could not vote, and most newspapers were opposed to her candidacy, it was unusual that she received any votes. In an 1884 article, the Atlanta Constitution referred to her as "old lady Lockwood" and warned male readers of the dangers of "petticoat rule".
El 12 de enero de 1885, Lockwood peticiona al United States Congress to have her votes counted. She told newspapers and magazines that she had evidence of voter fraud. She asserted that supporters had seen their ballots ripped up and that she had "received one-half the electoral vote of Oregón, and a large vote in Pennsylvania, but the votes in the latter state were not counted, simply dumped into the waste basket as false votes."

## Later years
Lockwood was a well-respected writer, who frequently wrote essays about women's suffrage and the need for legal equality for women. Among the publications in which she appeared in the 1880s and 1890s were Cosmopolitan (then a journal of current issues), the American Magazine of Civics, Harper's Weekly, and Lippincott's. In addition to being active in the National American Woman Suffrage Association and the Equal Rights Party, Lockwood participated in the National Women's Press Association. The organization for women journalists also advocated for equal rights for women. 
Lockwood believed strongly in working for world peace. She co-edited a journal called The Peacemaker, and she belonged to the Universal Peace Union; she was one of its representatives at an exposition held in París in 1889. She was also a delegate to an International Peace Congress in London in 1890. She continued to speak on behalf of peace and disarmament to the year of her death. She was likely disappointed as the United States prepared to enter the war in Europe.
Belva Lockwood had a 43-year career as a lawyer. She died on 19 May 1917 and was buried in Congressional Cemetery in Washington, D.C.

## Honores

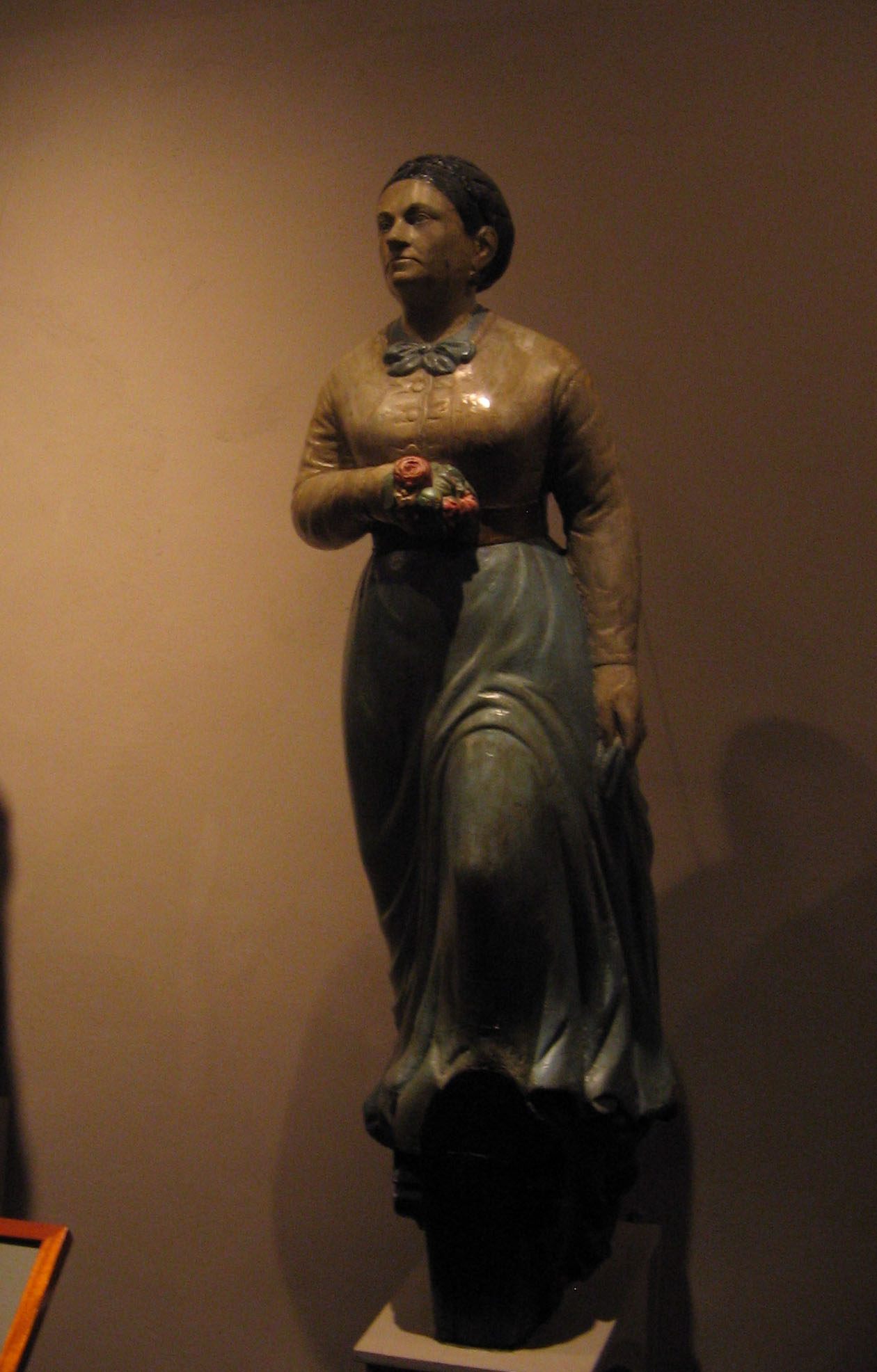
Belva Lockwood Ship Figurehead.

La Universidad de Siracusa galardona con el "Doctorado honorífico Lockwood en Derecho, en 1908.
Las comunidades de Belva, Virginia Occidental; Lockwood, California; Lockwood, West Virginia; and the hamlet of Lockwood, New York were named in her honor. As Lockwood gained renown, mothers named their girl children after her. 
At least three figureheads were carved in her likeness: for the ships Martha, Julia Lawrence, and an unnamed ship that has a full-length masthead. One of the figureheads is displayed in the museum at Mystic Seaport en Mystic, Connecticut. "With raised chin she gazes straight ahead as if her attention were fixed on the distant horizon."
Durante la segunda guerra mundial, un buque de la Marina mercante: Liberty Ship USS Belva Lockwood, fue nombrado en su honor. 
The National Portrait Gallery in Washington, D.C., has a portrait of Lockwood depicted in 1908, when she received an honorary doctorate in law from Syracuse University.
In 1983 Lockwood es introducida en el National Women's Hall of Fame en Seneca Falls, Nueva York.  La placa enfatiza: 
  "Usó su conocimiento de la ley, trabajó por el sufragio femenino, propició reformas legales, igual paga para igual labor, y un mundo en paz. Apareciendo en publicidad y en mítines, y ayudando a otras mujeres a seguir carreras de derecho, Lockwood ayudó a abrir la profesión al género."
En 1986 una estampilla del Correo de EE.UU. se imprime en su honor.